# Cá cháy bẹ
Cá cháy bẹ, tên khoa học Tenualosa toli, là một loài thuộc chi Cá cháy, họ Cá trích, phân bố từ tây Ấn Độ Dương và vịnh Bengal đến biển Java và Biển Đông. Loài cá này cũng gặp ở Môrixơ  và khu vực hạ lưu sông Mêkông gần khu vực biên giới Campuchia và Việt Nam
Môi trường sống tự nhiên của loài cá cháy bẹ là vùng nước biển ven bờ và vùng cửa sông nước đục có dòng chảy mạnh.
Cá cháy bẹ có thể được phân biệt với các loài cá cháy khác, ngoại trừ Hilsa kelee bởi vết lõm đặc trưng ở giữa của hàm trên. Con đực của loài cá lưỡng tính này trưởng thành sớm hơn con cái, đặc tính này được cho là tương tự với loài T. ilisha.
Cá cháy bẹ có thân hình thon dẹt, đỉnh đầu trơn không có vân. Miệng nằm ở đầu mõm. Xương hàm trên kéo dài đến giữa mắt hoặc hơn. Gai mang nhuyễn, từ 70 đến 95 cái, ở nửa dưới cung mang thứ nhất. Lườn bụng có khoảng 30 đến 32 vảy dạng gai từ eo mang đến lỗ hạu môn. Toàn thân phủ vảy to, lưng có màu xanh lá cây. Vây đuôi chẻ hai và đôi khi dài hơn chiều dài đầu.
Tại Malaysia, loài cá này được bán với giá khá cao.